# Linia kolejowa Palemonas – Gaižiūnai
Linia kolejowa Palemonas – Gaižiūnai – linia kolejowa na Litwie łącząca stację Palemonas ze stacją Gaižiūnai.
Linia na całej długości jest niezelektryfikowana i jednotorowa.

## Historia
Pod zaborem rosyjskim nie istniało bezpośrednie połączenie kolejowe Kowna od strony północnej. Składy chcące jechać z Kowna na północ musiały zmieniać czoło pociągu w Koszedarach.
Linia Palemonas – Gaižiūnai, umożliwiająca bezpośredni wyjazd pociągów z Kowna w kierunku północnym, została wybudowana przez okupacyjne wojska niemieckie w 1916, w celu skrócenia drogi z Prus Wschodnich na front. Linia początkowo leżała na okupowanych terenach Imperium Rosyjskiego, w latach 1918 - 1940 położona była na Litwie, następnie w Związku Sowieckim (1940 - 1991). Od 1991 ponownie znajduje się w granicach niepodległej Litwy.